# Festival (album)
Festival is een album van de progressieve-metalband Jon Oliva's Pain, dat uitkwam op 19 februari 2010.

## Beschrijving
Het album is opgenomen in het huis van drummer Christopher Kinder, in een ruimte van nog geen twee vierkante meter (gekscherend "Shabbey Road Studio's" genoemd) en ook in Morrisound Studios te Tampa, waar alles ook gemixt is door Tom Morris. Het album bevat naast harde nummers ook wat zachtere rocknummers. Het album heeft een wat duistere sfeer en er zijn invloeden te horen van Queen, Pink Floyd en The Beatles. Sommige nummers gaan terug naar het Savatage van eind jaren 80. 'Festival' staat voor een soort fictieve kermis of een gezellig evenement waar men vrolijk heen gaat, maar nooit meer levend van terugkeert.
Het album kwam uit op cd, digipack en elpee. Op het digipack staan multimedia, een link die alleen gebruikt kan worden door mensen die de originele cd hebben: een 15 minuten durende videoclip, van een interview met Jon Oliva, over de teksten en de muziek van het album. Verder: wallpapers en wat materiaal van twee andere bands.

## Nummers
1. Lies
2. Death Rides a Black Horse
3. Festival
4. Afterglow
5. Living on the Edge
6. Looking for Nothing
7. The Evil Within
8. Winter Haven
9. I Fear You
10. Now
11. Peace (bonustrack, alleen op het digipack)

## Bandleden
- Jon Oliva - zang, gitaar, piano en keyboard
- Christopher Kinder - drums, percussie en (achtergrond)zang
- Kevin Rothney - basgitaar en (achtergrond)zang
- Matt LaPorte - leidende gitaar, hammered dulcimer en (achtergrond)zang
- Tom McDine - gitaar en (achtergrond)zang

## Overige muzikanten
- Howard Helm - keyboard en piano
- Casey Grillo - percussie
- Tom Morris - gitaar
- Jim Morris - gitaar
- Laurien Moahi - gitaar
- Jason Blackerby - gitaar
- Dana Piper - gitaar

### Achtergrondkoor
"The Scarlett Pumpernickel Choir":
- (Jesse Morris, Ted Latorre, Jason Blackerby, Kevin Rothney, Christopher Kinder, Tom McDine en Matt Laporte)

## Cd art design
- Thomas Ewerhard

## Fotografie
- Eric Franguel

## In Memoriam
De cd is opgedragen aan de volgende overleden personen: TERRY STUART, FLORENCE FASCIANO, CRISS OLIVA en GREG MARCHAK.